# Juvecaserta Basket
O JuveCaserta Basket, também conhecido como Deco Caserta por motivos de patrocinadores, é um clube profissional situado na cidade de Caserta, Campânia, Itália que atualmente disputa a Serie B. Foi fundado em 1951 e manda seus jogos na PalaMaggiò com capacidade para 6387 espectadores.

## Patrocinadores
Através dos anos o JuveCaserta Basket possuiu diversas denominações em referência ao seu patrocinador principal:
- Juventus Caserta (Sem patrocinador, 1975–76 até1978–79)
- Il Diario Caserta (1979–80)
- Latte Matese Caserta (1980–81 até 1981–82)
- Indesit Caserta (1982–83 até 1984–85)
- Mobilgirgi Caserta (1985–86 até 1986–87)
- Snaidero Caserta (1987–88 até 1988–89)
- Phonola Caserta (1989–90 até 1992–93)
- Onyx Caserta (1993–94)
- Pepsi Caserta (2000–01)
- Centro Energia Caserta (2001)
- Ellebielle Caserta (2001–02)
- Centro Energia Caserta (2002–03)
- Pepsi Caserta (2003–04 até 2007–08)
- Eldo Caserta (2008–09)
- Pepsi Caserta (2009–10 até 2010–11)
- Otto Caserta (2011–12)
- JuveCaserta (Sem patrocinador, 2012–13)
- Pasta Reggia Caserta (2013-2014 até 2014–15)

## Jogadores Notáveis
| - Davide Ancilotto 4 temporadas: '91-'95 - Claudio Bonaccorsi 1 temporadas: '93-'94 - Alberto Brembilla 6 temporadas: '91-'97 - David Brkic 2 temporadas: '07-'09 - Sandro Dell'Agnello 8 temporadas: '84-'92 - Damiano Faggiano 6 temporadas: '90-'94, '95-'97 - Cristiano Fazzi 7 temporadas: '89-'94, '95-'97 - Francesco Foiera 1 temporada: '04-'05 - Pietro Generali 5 temporadas: '83-'88 - Ferdinando Gentile 11 temporadas: '82-'93 - Andrea Ghiacci 3 temporadas: '04-'07 - Vincenzo Esposito 9 temporadas: '84-'93 - Francesco Longobardi 7 temporadas: '85-'91, '97-'98 - Diego Pastori 2 temporadas: '94-'96 - Fulvio Polesello - Giacomantonio Tufano 9 temporadas: '86-'89, '90-'96 - Mychal Thompson 1 temporada: '91-'92 - Chuí 1 temporada: '96-'97 - Oscar Schmidt 8 temporadas: '82-'90 - Horacio "Tato" Lopez 2 temporadas: '85-'86 - Georgi Glouchkov 4 temporadas: '86-'90 - Aaron Doornekamp 3 temporadas: '08-'12 - Antti Nikkilä 1 temporada: '05-'06 - Chris Heinrich 1 temporada: '06-'07 - Jay Larranaga 2 temporadas: '07-'09 - Guy Goodes 1 temporada: '97-'98 | - Cadillac Anderson 1 temporada: '92-'93 - Joe Arlauckas 1 temporada: '87-'88 - Anthony Avent 1 temporada: '91-'92 - Derrick Battie 1 temporada: '96-'97 - Kris Clack 1 temporada: '05-'06 - Clifton Clark 1 temporada: '97-'98 - Sean Colson 2 temporadas: '04-'06 - Tellis Frank 3 temporadas: '90-'93 - Monty Mack 1 temporada: '04-'05 - Pace Mannion 1 temporada: '95-'96 - Bill McCaffrey 1 temporada: '94-'95 - BJ McKie 1 temporada: '06-'07 - John Mengelt 1 temporada: '80-'81 - Josh Powell 1 temporada: '04-'05 - Tom Scheffler 1 temporada: '87-'88 - Charles Shackleford 2 temporadas: '90-'91, '93-'94 - Wayne Tinkle 1 temporada: '93-'94 - Bernard Toone 1 temporada: ??-?? - Kareem Townes 1 temporada: '96-'97 - Elton Tyler 1 temporada: '06-'07 - Kevin Van Veldhuizen 1 temporada: '97-'98 - Leon Wood 1 temporada: '93-'94 - Galen Young 1 temporada: '05-'06 |